# Yūya Kubo
Yuya Kubo (n.  ?) este un fotbalist japonez.
În cariera sa, Kubo a evoluat la Kyoto Sanga FC, BSC Young Boys, KAA Gent și 1. FC Nürnberg. Între 2016 și 2018, Kubo a jucat 13 meciuri și a marcat 2 goluri pentru echipa națională a Japoniei.

## Statistici
| Japonia | Japonia | Japonia |
| An      | Meciuri | Goluri  |
| ------- | ------- | ------- |
| 2016    | 2       | 0       |
| 2017    | 9       | 2       |
| 2018    | 2       | 0       |
| Total   | 13      | 2       |